# Liste des députés des départements français réunis
Cette page liste l'ensemble des députés français élus des anciens départements français réunis.

## Belgique

### A
- Pierre Albert Joseph Auverlot

### B
- Jean Thomas Lambert Bassenge
- Jean Nicolas Bassenge
- Arnold Barthélémy Beerembroeck
- Joseph François Beyts
- Nicolas Dominique Joseph Blareau
- Nicolas Melchiade de Bonaventure
- Jean Aloys Joseph Bosschaert
- Jean Guillaume Brixhe
- Charles de Brouckère

### C
- Louis Silvain Chenard
- Jean Rémy de Chestret

### D
- Joseph Sébastien Ghislain De Lafaille d'Assenede
- Jacques François Debrabander
- Maximilien Antoine Joseph Decaigny
- Pierre François Joseph Delneufcourt
- Pierre Georges Demeulenaere
- Antoine Philippe Joseph Demoor
- Laurent François Dethier
- Jacques Devaux
- Charles Devroé
- Nicolas Digneffe
- Jean-Baptiste Winant Digneffe
- Jean Guillaume Dimartinelli
- Gaspard Célestin Joseph Dupré

### E
- Pierre François Eversdyck

### F
- Jacques Hyacinthe Fabry
- Martin François Joseph Fery
- Charles François Joseph Foncez
- Jacques Joseph Foubert
- André Joseph Frison

### G
- Jean-François Gendebien
- Ignace Gheysens
- François Magloire Joseph Goblet
- Eugène Joseph Marie Guislain Goubau
- Joseph Guinard

### H
- Pierre François Joseph Hannecart
- Louis François Gabriel Joseph Mouton de Harchies
- Philippe Jacques Herwyn
- Constant Louis Hopsomère
- Denis François Joseph Houzé
- Adrien Alexandre Marie Hoverlant de Beauwelaère

### J
- Antoine-Laurent Jacquier de Rosier

### K
- Joseph Jean de Kersmaker

### L
- Louis Joseph Lahure
- Louis Léon Langlois de Septenville
- Marc Antoine Fortuné Lepaige de Bar
- Pierre Jean Abraham Lesoinne

### M
- Josse Léonard Maès
- Jacques Guillaume Meyer

### O
- Pierre Joseph Olbrechts
- Gérard Xavier Bernard Joseph d'Onyn de la Chastre
- Philippe Louis Ortalle
- Charles Joseph Oudaert
- Charles Lambert d'Outrepont

### P
- Gérard Panneboeter
- Jean-François Peppen
- Jean-Baptiste Joseph Guislain Plasschaert
- Louis Jean Joseph Ferdinand de Potter
- Jean-Baptiste Martial Pradier

### R
- Jean Joseph Raepsaet
- Louis Joseph Ricour
- Maurice Gabriel Joseph de Riquet de Caraman
- Charles Clément de Roemers

### S
- Michel Laurent de Selys-Longchamps
- François Joseph Jean-Baptiste de Serret
- Materne Joseph Guislain Simon
- Jean Solvyns
- Bernard Stévenotte
- Erasme Louis Surlet de Chokier

### T
- Paul Tack
- Jean Henri Joseph Tarte

### V
- Claude Louis Bruslé de Valsuzenay
- Guillaume Van Cutsem
- Ange François Van Dermeersch
- Charles Joseph Emmanuel Van Hulthem
- Auguste Van Ruymbeke
- Bernard François Joseph Van Wambeke
- Egide Henri Joseph Vantrier
- Jean Villiot
- Charles de Vos Van Stenwick

### W
- Jean-Baptiste Xavier Joseph Ghislain Wasseige
- Pierre Wautelée

## Luxembourg
- Jean-Baptiste Bernard Arnoul
- Jean Herman Joseph Collard
- Pierre Joseph Collard de Belloys (nl)
- Jean-Louis Othon Franck
- Nicolas-Vincent Légier
- Nicolas Pastoret
- Nicolas Reuter